# ملعب عشبي

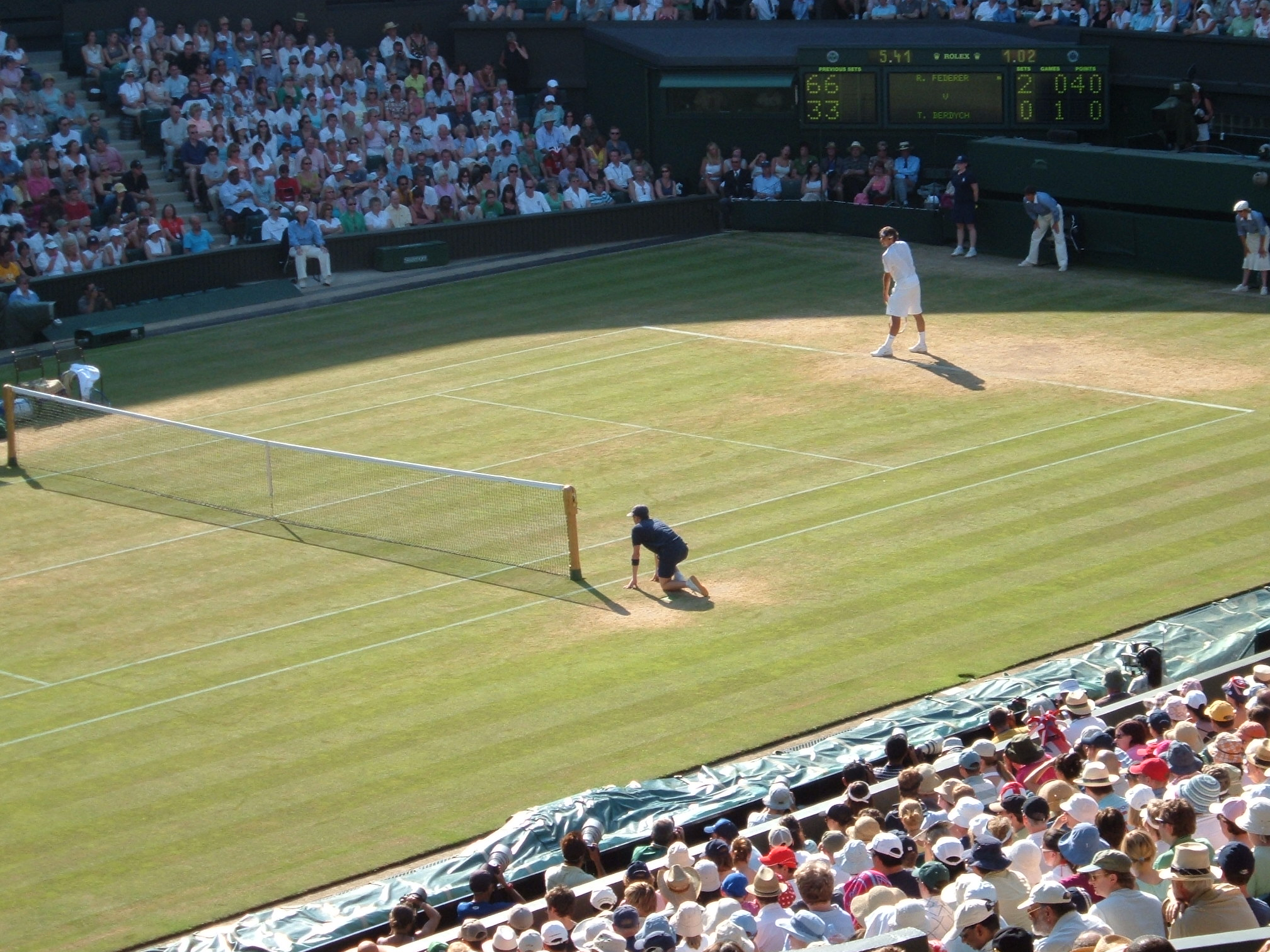
لقطة من بطولة ويمبلدون عام 2006.

هي أحد أنواع الأراضي في التنس الأرضي مثل الصلبة والترابية والمفروشة
و تعتبر بطولة ويمبلدون أهم بطولات التنس على العشب، ويذكر أنه لا توجد أي بطولة من دورات الأساتذة تلعب على العشب إنما بعض البطولات الصغيرة التي تأتي كتحضير للبطولة الكبرى ويمبلدون.